# Alchornea pearcei
Alchornea pearcei är en törelväxtart som beskrevs av Nathaniel Lord Britton. Alchornea pearcei ingår i släktet Alchornea och familjen törelväxter. Inga underarter finns listade i Catalogue of Life.